# Отарова вдова
«Отарова вдова» (груз. ოთარაანთ ქვრივი) — художественный фильм, снятый на студии Грузия-фильм в  1957 году по одноимённой повести грузинского писателя Ильи Чавчавадзе.

## Сюжет
Сын Отаровой вдовы крестьянин Георгий влюбился в княжну Кесо. Чтобы быть ближе к любимой, он нанимается батраком в её поместье. Однако та его даже не замечает, хотя и мечтает «сблизиться» с народом.

## В ролях
- Верико Анджапаридзе — Отарова вдова
- Георгий Шенгелая — Георгий, сын вдовы, крестьянин
- Борис Андроникашвили — Князь Арчил
- Динара Жоржолиани — княжна Кесо
- Котэ Даушвили — батрак
- Ираклий Нижарадзе
- Мария Давиташвили
- Александр Гомелаури
- Алексей Загорский
- Вахтанг Нинуа — делопроизводитель
- Акакий Кванталиани — урядник
- Бадри Кобахидзе — секретарь губернатора
- Александр Омиадзе — односельчанин
- Михаил Мгеладзе
- Ирина Магалашвили — Манана, подруга княжны Кесо
- Георгий Давиташвили — эпизод (нет в титрах)
- Георгий Жужунашвили — эпизод (нет в титрах)

## Призы
Диплом XIX кинофестиваля в Венеции.